# Qa'atabah (huyện)
Huyện Qa'atabah là một huyện thuộc tỉnh Al Dali', Yemen. Đến thời điểm năm 2003, huyện này có dân số 91206 người